# La Lettre d'amour interceptée
Pour les articles homonymes, voir La Lettre d'amour.
La Lettre d'amour interceptée est une peinture de Carl Spitzweg, réalisée vers 1860.

## Description
Un étudiant, reconnaissable à sa casquette, fait descendre une lettre accrochée à une ficelle de sa chambre d'étudiant jusqu'à l'appartement du dessous dont la fenêtre est ouverte.
A la fenêtre du bas, une jeune femme parait si occupée à son travail manuel qu'elle ne voit pas la lettre. Une autre femme, probablement la tante ou la gouvernante voit la lettre. Étonnée, elle garde la bouche ouverte.
La façade couleur de sable est ornée. Des ombres indiquent que la scène se situe dans une ville aux ruelles étroites. Spitzweg a introduit quelques éléments de nature morte : une cage, l'enseigne de l'assurance Phénix, un couple de pigeons.

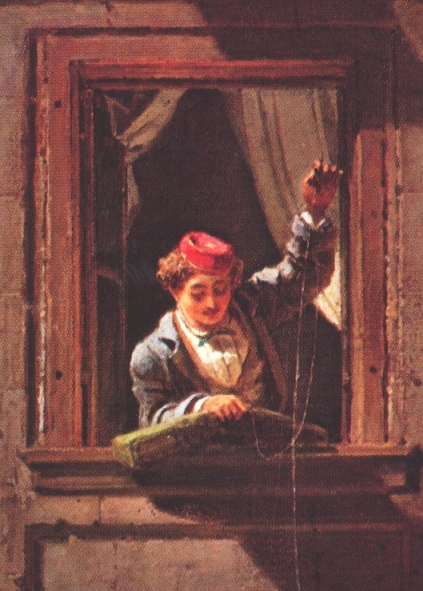
Étudiant avec sa casquette.
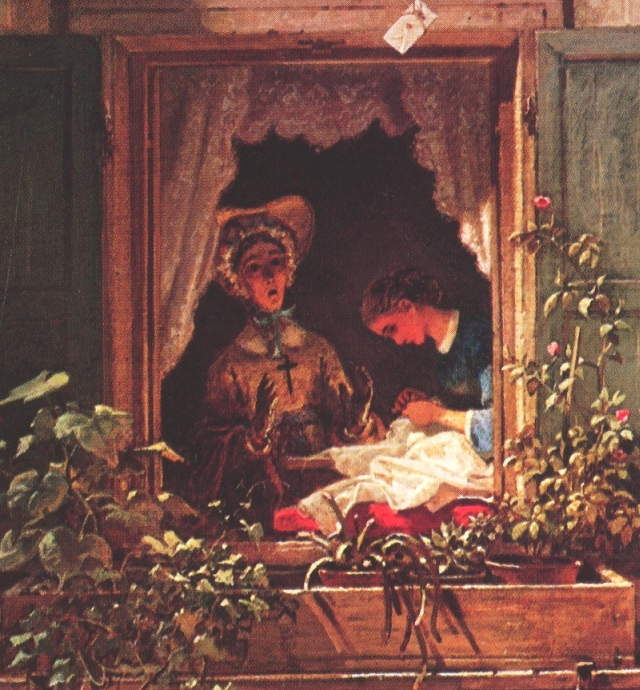
Tante et jeune fille.
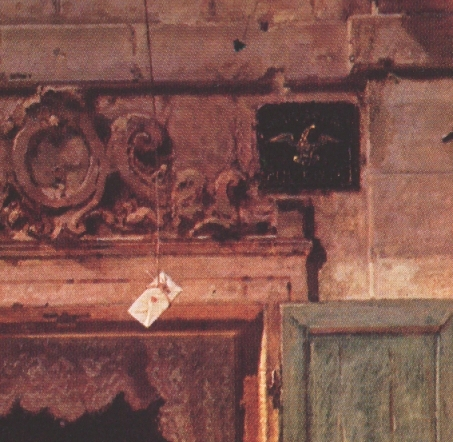
Lettre et enseigne de l'assurance Phénix.
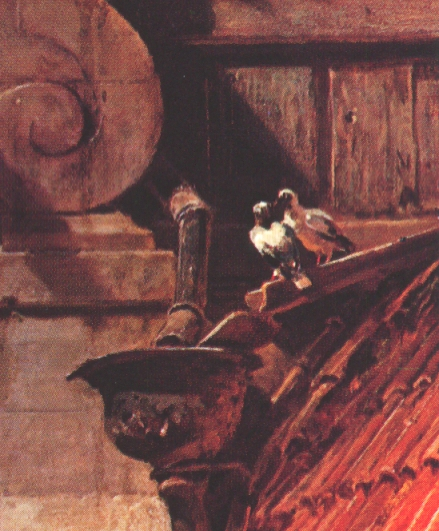
Pigeons roucoulant.